# The Vertigo of Bliss
The Vertigo of Bliss — другий студійний альбом шотландського гурту Biffy Clyro, представлений 16 червня 2003 року лейблом Beggars Banquet Records. Альбом досяг 48-го місця у британському чарті альбоми і містить чотири сингли. У 2012 році було випущено перевидання альбому, яке, окрім оригінальних 13 пісень, містить бі-сайди синглів.

## Список пісень
Автор музики Саймон Ніл. 
| #     | Назва | Тривалість |
| ----- | --- | ---------- |
| 1.    | «Bodies in Flight»                                                                                                | 5:17       |
| 2.    | «The Ideal Height»                                                                                                | 3:41       |
| 3.    | «With Aplomb» | 5:29       |
| 4.    | «A Day Of...» | 2:24       |
| 5.    | «Liberate the Illiterate/A Mong Among Mingers»                                                                    | 5:28       |
| 6.    | «Diary of Always»                                                                                                 | 4:04       |
| 7.    | «Questions and Answers»                                                                                           | 4:02       |
| 8.    | «Eradicate the Doubt»                                                                                             | 4:26       |
| 9.    | «When the Faction's Fractioned»                                                                                   | 3:36       |
| 10.   | «Toys, Toys, Toys, Choke, Toys, Toys, Toys»                                                                       | 5:28       |
| 11.   | «All the Way Down: Prologue / Chapter 1»                                                                          | 6:43       |
| 12.   | «A Man of His Appalling Posture»                                                                                  | 3:25       |
| 13.   | «Now the Action Is on Fire!» (закінчується на 5:55. Прихований трек "Ewen's True Mental You" починається з 6:25.) | 8:01       |
| 62:04 | |            |

| Додаткові пісні перевидання 2012 року | Додаткові пісні перевидання 2012 року       | Додаткові пісні перевидання 2012 року |
| #                                     | Назва                                       | Тривалість                            |
| ------------------------------------- | ------------------------------------------- | ------------------------------------- |
| 14.                                   | «Ewen's True Mental You»                    | 1:37                                  |
| 15.                                   | «...And with the Scissorkick Is Victorious» | 5:24                                  |
| 16.                                   | «Do You Remember What You Came For?»        | 3:31                                  |
| 17.                                   | «Good Practice Makes Permanent»             | 4:19                                  |
| 18.                                   | «Let's Get Smiling»                         | 3:04                                  |
| 19.                                   | «Muckquaikerjawbreaker»                     | 4:10                                  |
| 20.                                   | «I Hope You're Done»                        | 3:40                                  |
| 87:49                                 |                                             |                                       |

## Учасники запису
Biffy Clyro
- Саймон Ніл — вокал, гітара, продюсування
- Джеймс Джонстон — бас, вокал, продюсування
- Бен Джонстон — барабани, вокал, продюсування

Додаткові музиканти
- Кімберлі МакКаррік — скрипка (пісні 1, 3 і 14)
- Мартін МакКаррік — віолончель (пісні 1, 3 і 14)

## Історія випуску
| Регіон          | Дата           | Лейбл                   | Формат       | Каталог   | Посилання |
| --------------- | -------------- | ----------------------- | ------------ | --------- | --------- |
| Велика Британія | 16 червня 2003 | Beggars Banquet Records | CD           | BBQCD233  | [ 4 ]     |
| Велика Британія | 16 червня 2003 | Beggars Banquet Records | LP           | BBQLP233  | [ 5 ]     |
| Велика Британія | 11 червня 2012 | Beggars Banquet Records | Подвійний LP | BBQLP2090 | [ 6 ]     |